# Miheșu de Câmpie
Miheșu de Câmpie là một xã thuộc hạt Mureș, România. Dân số thời điểm năm 2002 là 2538 người.